# Perigrapha mithras
Perigrapha mithras är en fjärilsart som beskrevs av Edward P. Wiltshire 1941. Perigrapha mithras ingår i släktet Perigrapha och familjen nattflyn. Inga underarter finns listade i Catalogue of Life.